# Нижнє Корякіно
Нижнє Коря́кіно (рос. Нижнее Корякино) — присілок у складі Шарканського району Удмуртії, Росія.

## Населення
Населення — 60 осіб (2010; 80 у 2002).
Національний склад станом на 2002:
- удмурти — 97 %

## Урбаноніми[3]
- вулиці — Вукогуртська, Зарічна, Маслозаводська, Нагірна